# 252 (szám)
A 252 (kétszázötvenkettő) a 251 és 253 között található természetes szám.

## A matematikában
- Harshad-szám
- Hatszögalapú piramisszám.[1]